# 開羅 (紐約州普查規定居民點)
開羅（英語：Cairo）是位於美國紐約州格林縣的普查規定居民點。

## 人口
根據2020年美國人口普查的數據，開羅的面積為10.97平方千米，當中陸地面積為10.95平方千米，而水域面積為0.02平方千米。當地共有人口1368人，而人口密度為每平方千米124.7人。